# Welt der Spiele

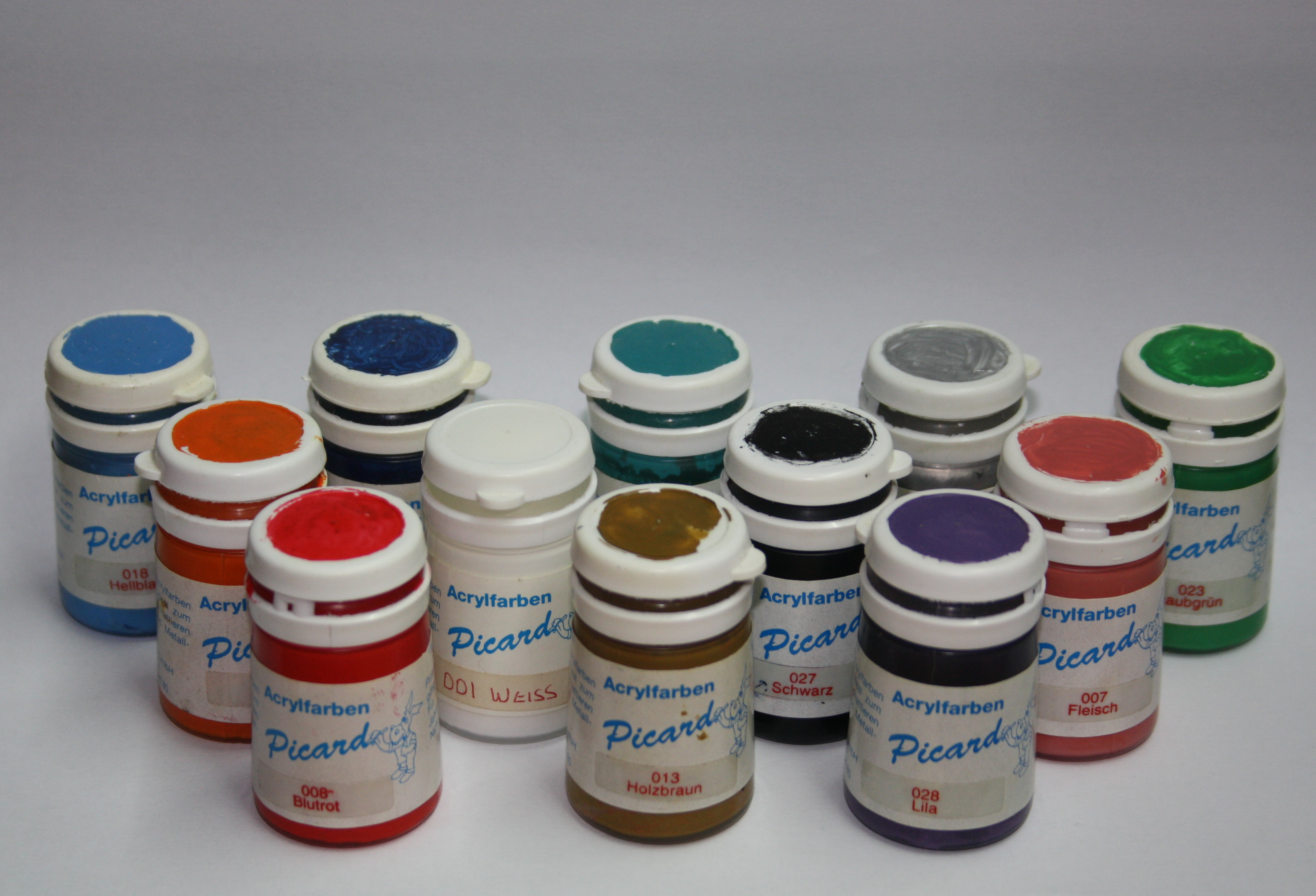
Diverse Acrylfarben für Table Tops und Ähnliches der Marke Picard von „Welt der Spiele“

Welt der Spiele GmbH oder WdS war ein in Frankfurt am Main ansässiges Unternehmen. Später wurde unter dem Namen Welt der Spiele Distribution + Marketing GmbH ein Unternehmen gegründet, welches in Lich ansässig war.

## Geschichte
Anfangs gab es einen Einzelhandel, der importierte Spiele vertrieb. 1987 wurde dann die Welt der Spiele GmbH gegründet, die in Frankfurt ansässig war.
Im August 1998 hatte das Unternehmen dann Konkurs angemeldet.
Im Sommer 1997 wurde die Welt der Spiele Distribution + Marketing GmbH (WDS D+M GmbH) gegründet, welche in Lich ansässig war. Geschäftsführer waren Roland Fuhrmann und Michael Goll.
Die Webseite des zweiten Unternehmens war bis August 2006 erreichbar.
Die Unternehmen vertrieben neben diversen Rollenspielprodukten die deutschen Versionen der Brettspiele von Gibsons Games, Games Workshop und Avalon Hill.
| - Britannia - Civilization inklusive Westeuropa-Erweiterung (Origins Award für Brettspiele 1982) - Empire (Origins Award für Brettspiele 1993) - Lichtbringer („Dark Blades“), ein Spiel aus der Serie Cry Havoc - Red Berets - Space Hulk (Origins Award für Brettspiele 1989) | - 7te See - Cyberpunk 2020 - Paranoia - RuneQuest - Star Wars |